# Turzyca prosowa
Turzyca prosowa (Carex paniculata L.) – gatunek rośliny  z rodziny ciborowatych. Występuje niemal w całej Europie, w rejonie Kaukazu oraz w północno-zachodniej Afryce. W Polsce jest rozpowszechniony na całym obszarze.

## Morfologia

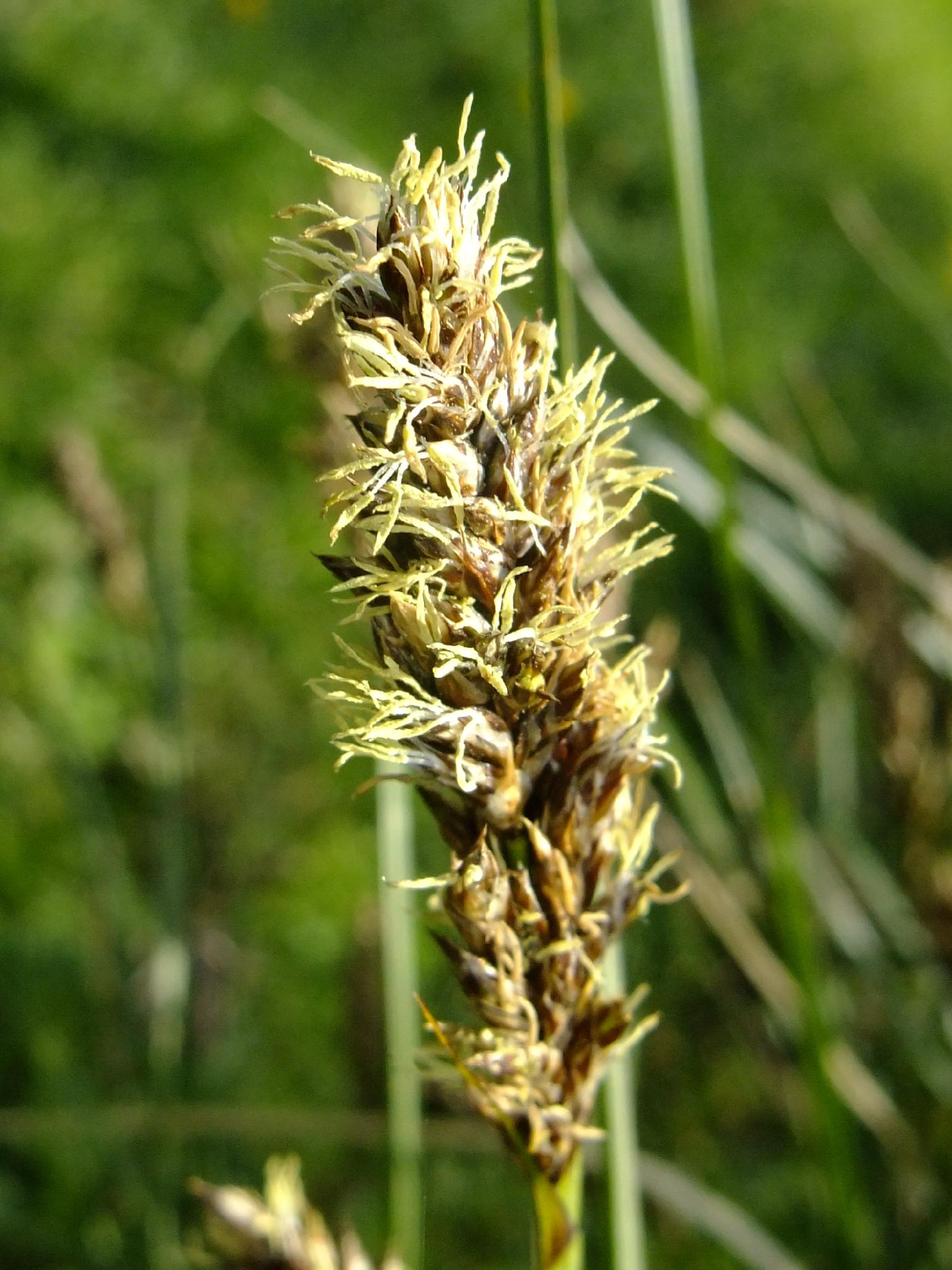
Kwiatostan

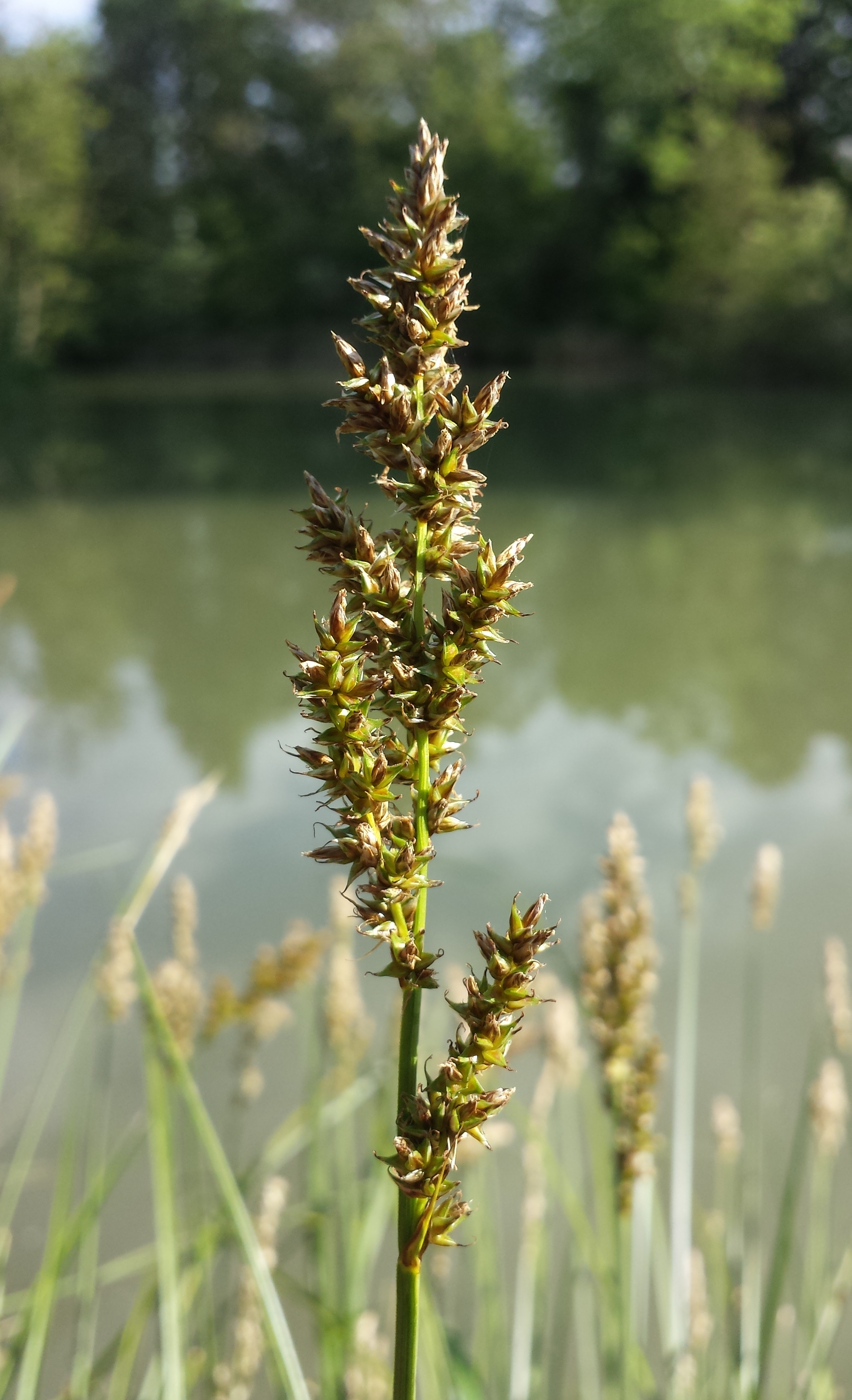
Owoce

PokrójRoślina gęstokępkowa o wysokości 40–100 cm. Z brzegu kępek wyrastają krótkie rozłogi.
ŁodygaProstowzniesiona, sztywna, szorstka, o grubości do 5 mm. W dolnej części jest otulona całymi, brunatnymi i lśniącymi pochwami.
LiścieSzarozielone, sztywne o blaszce szerokości 3–5 mm.
KwiatyRoślina jednopienna. Kwiaty zebrane w dużą, jajowatolancetowatą wiechę składającą się z licznych, obupłciowych kłosów. Pod kłosami brak podsadek. Szczytowe kwiaty w kłosach to kwiaty pręcikowe. Pęcherzyki są obustronnie wypukłe, nie posiadają żeberek i  na szczycie są nagle zwężone w wyraźny 2–zębny dzióbek. Mają kasztanowaty kolor. Słupki z dwoma znamionami.

## Biologia i ekologia
Bylina, geofit, hemikryptofit. Kwitnie do kwietnia do maja. Jest wiatropylna, nasiona rozsiewane są przez wiatr i wodę. Występuje na łąkach, bagnach,  niskich torfowiskach. Gatunek charakterystyczny dla związku (All.) Magnocaricion i Ass. Cicuto-Caricetum pseudocyperi.  Liczba chromosomów 2n= 60, 62, 64.

## Zmienność
Tworzy mieszańce z t. długokłosową (Carex elongata) t. gwiazdkowata (Carex echinata), t. niby-lisią (Carex cuprina),  t. obłą (Carex diandra), t. rzadkokłosą (Carex remota) t. siwą (Carex canescens),  t. tunikową (Carex appropinquata).